# Giulio Gorra
Giulio Gorra, né en 1832 à Crémone et mort en 1884 à Turin, est un peintre et un illustrateur italien.

## Biographie
Giulio Gorra, né en 1832 à Crémone, est le fils du peintre Giuseppe Gorra. Il a étudié à l'Accademia de Bergame jusqu'en 1854. Il étudie également à Rome, où il perfectionne son talent pour les peintures de paysages. Gorra se rend à Milan vers 1857, où il travaille d'abord comme illustrateur, puis comme peintre de scènes de genre et paysannes. En 1859, il se porte volontaire au service de Giuseppe Garibaldi. Durant cette période, il peint des scènes de guerres au pinceau comme il en dessine au crayon.

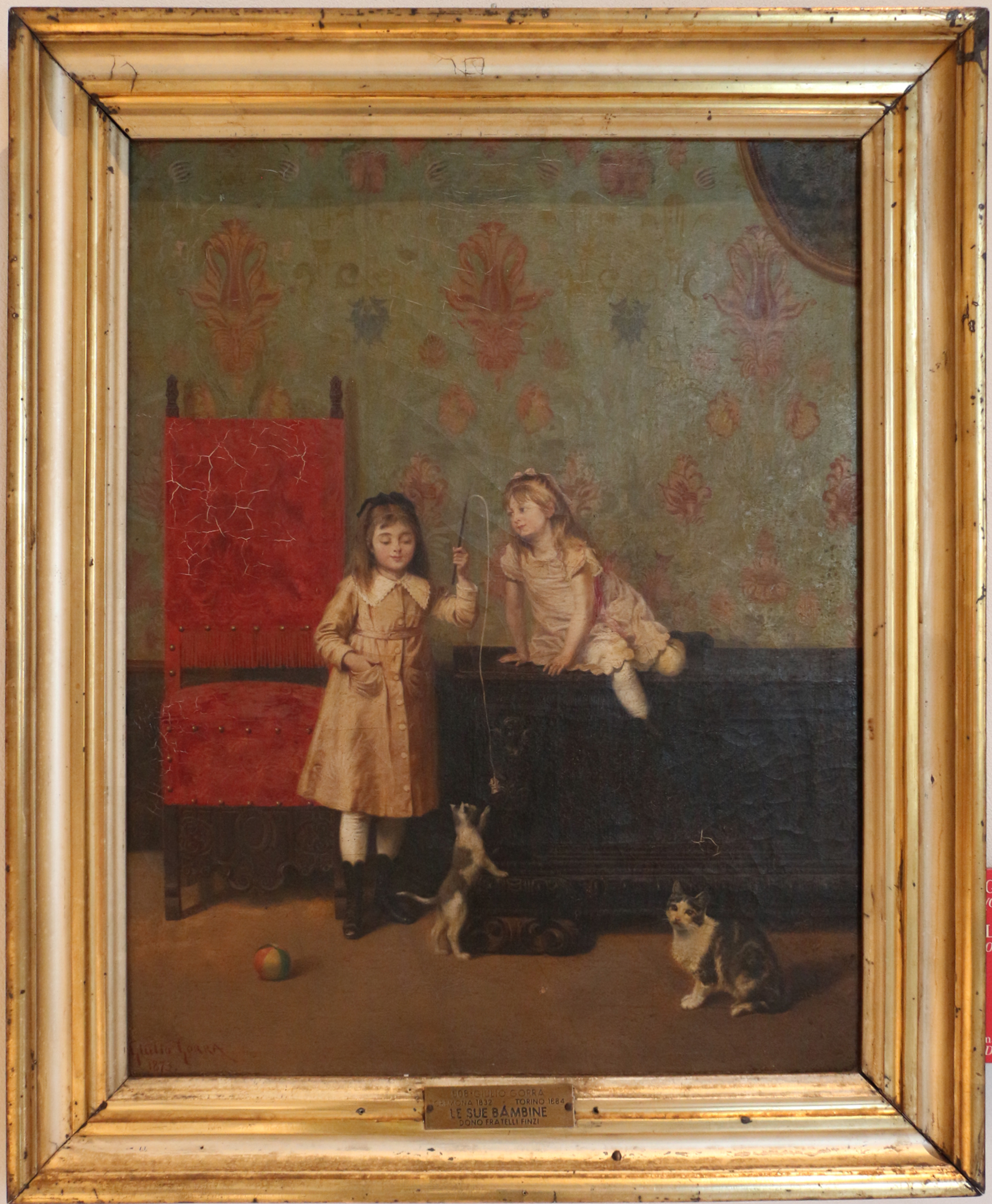
Portrait des enfants de Giulio Gorra par celui-ci (1873)

Il est mort en 1884 à Turin.